# Zirai
Zirai war ein türkisches Längenmaß und wurde als metrisches Maß 1871, nach März 1874 eingeführt.
- 1 Zirai = 10 Euchri/Euchry[1] = 1 Meter